# Liparis leptopus
Liparis leptopus är en orkidéart som beskrevs av Rudolf Schlechter. Liparis leptopus ingår i släktet gulyxnen, och familjen orkidéer. Inga underarter finns listade i Catalogue of Life.